# Grabhügel Königsgrab

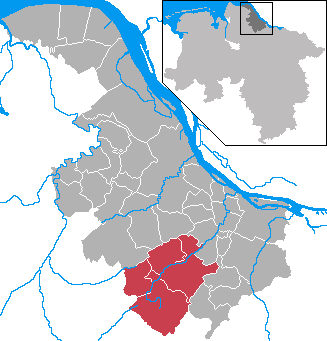
Lage von Harsefeld

Der bronzezeitliche Grabhügel Königsgrab liegt auf dem „Hohekamp“, nordöstlich von Harsefeld im Landkreis Stade in Niedersachsen.  Hier befinden sich noch 22 weitere Grabhügel. Der Grabhügel Königsgrab lag an der höchsten Stelle und war mit etwa 25,0 m Durchmesser und einer Höhe von vier Metern der größte. Der auch Osterberg genannte Hügel wurde 1910/11 vom Besitzer durchgegraben.
Bei der von dem Amateurarchäologen Hans Müller-Brauel durchgeführten Nachuntersuchung wurde festgestellt, dass der Hügelkern aus aufgeschütteten Steinen bestand und von einem Erdmantel umgeben war. Beim Zentrum befand sich eine 1,0 × 0,7 m große Steinkiste aus sieben Wand-, einem Boden- und einem Deckstein. Sie enthielt angehäuften Leichenbrand, ein Tongefäß, sowie je ein reichverziertes Messer und Rasiermesser (mit einer Schiffsdarstellung) aus Bronze.
Das Königsgrab ist ein Beispiel für die in der jüngeren Bronzezeit einsetzende Brandbestattung. Der Hügel und die Grabkammer stellen traditionelle Elemente, die Verbrennung ein neues Element im Totenbrauch dar.